# Elecciones provinciales de Tucumán de 1951
Las elecciones generales de la provincia de Tucumán de 1951 tuvieron lugar el 11 de noviembre del mencionado año, con el objetivo de renovar las autoridades provinciales para el período 1952-1956. Se realizaron al mismo tiempo que las elecciones presidenciales y legislativas a nivel nacional. Fueron los primeros comicios gubernativos en los que las mujeres pudieron ejercer su derecho al voto. El Partido Peronista, con Luis Cruz como candidato, obtuvo una aplastante victoria con más del 70% de los votos contra el 27,45% de la Unión Cívica Radical, el principal partido de la oposición. La participación fue del 86.76% del electorado registrado, ligeramente menor a la participación en las elecciones presidenciales.
Cruz no completó su mandato constitucional debido a que fue depuesto por una intervención federal el 4 de marzo de 1955, siendo reemplazado por José Humberto Martiarena. Meses después, el gobierno peronista fue derrocado en el golpe de Estado del 23 de septiembre de 1955.

## Resultados

### Gobernador y Vicegobernador
|  | 70,64 % |

|  | 27,45 % |

|  | 0,81 % |

|  | 0,58 % |

|  | 0,52 % |

|  | 98,01 % |

|  | 1,77 % |

|  | 0,22 % |

|  | 100 % |

### Cámara de Diputados
|  | 70,38 % |

|  | 27,73 % |

|  | 0,80 % |

|  | 0,58 % |

|  | 0,51 % |

|  | 97,99 % |

|  | 1,79 % |

|  | 0,23 % |

|  | 100 % |

### Senado
|  | 70,74 % |

|  | 27,38 % |

|  | 0,79 % |

|  | 0,58 % |

|  | 0,51 % |

|  | 98,01 % |

|  | 1,77 % |

|  | 0,22 % |

|  | 100 % |